# Where Everything Is Music
Where Everything Is Music ist ein Lied mit Musik von Philip Glass und Text von Dschalal ad-Din ar-Rumi. Der Song ist Bestandteil der Oper Monsters of Grace von Philip Glass und Robert Wilson.

## Musikalische Gestaltung
Das Lied wurde von Philip Glass so gestaltet, dass die Instrumentierung die Streich- und Holzblasinstrumente des mittleren Ostens imitiert. Es singen vier Stimmen.

## Text
Die Übersetzung des Textes von Rumi stammt von Coleman Barks. Die ersten paar Zeilen lauten:

„Don't worry about saving these songs!

And if one of our instruments breaks,

it doesn't matter.

We have fallen into the place

where everything is music.

The strumming and the flute notes

rise into the atmosphere,

and even if the whole world's harp

should burn up, there will still be

hidden instruments playing.“